# موفق الطائي
موفق جواد الطائي (30 مايس 1942) معماري أكاديمي وعضو مؤسس لجمعية الفنانين العراقيين (التشكيلين)عام 1959
درسَ العمارة في جامعة شمال لندن وتخصص بالعمارة الداخلية عمل في مكاتب معماريه عده في لندن قبل مجيئه للعراق 
درسْ العمارة في القسم المعماري جامعة بغداد منذ عام 1974الى 1980 وتوقف عن التدريس بسبب ما سمي بالسلامة الفكرية عاود التدريس في القسم المعماري لجامعة النهرين بعد عام 1998 ولازال يدرّس لحد الآن.
عمل على مشاريع الدولة الكبرى وله بحوث عالميه وعربيه ومحليه في مجال العمارة والسكن والتراث
نال المرتبة الثانية في الجائزة التقديرية لمجلس وزراء الإسكان العرب المنعقد في القاهرة كانون الأول 2006

## مناصب تقلدها
مسؤول المواصفات والسيطرة النوعية في دائرة الاعمار الهندسي. لحد تموز 2006
	استشاري ومعد للعقود والأحالت ومدير شعبة الدراسات في الهيئة العامة للأسكان.
	أستشاري المديرية العامة للتخطيط العمراني من كانون الأول 2006 ال أيلول 2007
	مدرس غير متفرغ في القسم المعماري جامعة النهرين منذ 2001 . 
	مستشار منظمة المستوطنات البشرية (هبتات) لشئون الهجرة والمهجرين منذ تموز 2008ولحد أب 2009
	مستشار أمين بغداد 2011 إلى 2014
	أستشاري الهيئة العامه للأسكان منذ عام 2005 إلى حد الآن

## مشاريعه
تصميم قرية نموذجية على حافة الاهوار (أبو صيدا) تموز 2006
	اعطاء الاستشارات الهندسية لمعظم مشاريع إعادة الاعمار واهمها مشروع البنك المركزي.
شباط 2005
	فائز بنصب تذكاري في النجف. أيلول 2005
	مصمم مول السيديه وفنادق عده 
	مسؤل حاليآ عن تحديث معاير الأسكان في العراق 
	أستاذ جامعي ل42 سنه ولحد الآن

## الدراسات
حق السكن (مواثيق وقوانين وعُرف ودراسات).
	موارد الإسكان في العراق (الموارد البشرية والمادية المتوفرة سابقاً وحالياً)
	المواصفات الفنية العامة للأعمال الهندسية والمعمارية لوزارة الإسكان.
	اساليب السيطرة النوعية على المشاريع (تصميم وتنفيذ).
	التفاصيل المعمارية وفق نظام SFB .
	الإسكان والعمل الاستشاري (جميع مراحل التصميم ومتطلباته).
	البنود الموحدة وقوائم الكميات المناسبة للأسكان.
	منهجية صيانة المباني التراثية والتاريخية.
	حق سكن المرأة العراقية 
	سكن الطبقة العاملة العراقية 
	السكن في مدينة الصدر وأسلوب تطويرة
	حق صيانة المورث المعماري 
	 النشاط الفكري لصيانة الموروث التراثي والمعماري في العراق

## الندوات العالمية والعربية
الفائز الثاني في الندوة العربية لتنمية المدن العربية في ظل الظروف العالمية الراهنة القاهرة 24-26 كانون الأول 2006 بحث تطوير الاهوار.
وقد اخبرت انني كنت الثالث ايضاً في بحث الإسكان في المدن المقدسة لكن ليس من المتعارف المكافئة على بحثين.
ندوة (ميسو ميكانيك) الندوة العالمية للميكانيك الوسيط بحث رقم 19 بعنوان القصب والبردي مواد البناء المستدامة 28-شباط 2008 القاهرة برعاية مركز بحوث الإسكان في مصر 
	ندوة دور القطاع العام والخاص في تمويل السكن دمشق ايلول ثم تأجيلها (بعد اكمال قبول البحوث) البحث المقدم الكامل المقبول تكثيف السكن وعلاقته بمخطط الإسكان العام.
	 ثلاثة بحوث حول العمارة العراقية في الستينيات واسكان الطبقة العاملة وتاريخ الاستيطان في بغداد جامعة برشلونة تموز عام 2008 . 
المؤتمر الأسكاني الأول نحو تنمية اسكانية مستدامة برنامج الشيخ زايد البحث نظام العمل الجماعي (الفزعة) الشراكة في البناء والتنمية في العراق. وقد نلت كأس تقديري الندوة من 13-15 / 10 / 2008
ندوة المستوطنات البشرية حول الهجرة والمهجرين أسكان الطواري واقع الحال المتطلبات والمعاير3-7 كانون الثاني عمان 2009 الهبتات 
مؤتمر وزراء الأسكان العرب كانون الأول 2014 بحثين الأسكان بين المستحل والمحتل ن القرية العراقية مثال للاستدامة العالمية

## الندوات العلمية العراقية
1.	ندوة العمل الاستشاري في ظروف إعادة الاعمار. ندوة جمعية المهندسين العراقيين 1-تشرين الثاني 2007 
2.	ندوة تطوير منطقة اهوار الناصرية.جامعة الناصرية تموز 2006 .
3.ندوة اساليب والحفاظ على تطوير منظمة اهوار الجنوب جامعة البصرة شباط 2006 .
4.	ندوة تطوير واعمار اهوار البصرة وقد حصلت على مكافئة تقديرية كانون الأول 2008 .
5.	 اسلب تطير السكن في منطقة الأهوار المؤتمر السنوي للبحوث النفسية والتربوية ايلول 2006
6.	 البحث سايكولجية العمارة أو العمارة السايكولجية المؤتمر السنوي للبحوث النفسية والتربوية ايلول 2008
7 تطوير المباني الدينيه2010 النجف جامعة الكوفة

## مؤلفاته
جني بغداد
بغداد ملتقى الحضارات والبيت العربي العمارة الأزلية